# Eois lurida
Eois lurida là một loài bướm đêm trong họ Geometridae.